# Karhuaukko
Karhuaukko är en fjärd i Finland. Den ligger i landskapet Egentliga Finland, i den sydvästra delen av landet, 160 km väster om huvudstaden Helsingfors.
Karhuaukko är den del av Erstan som ligger väster om öarna Kaarnitta och Vepsarn.